# Хамадинуров, Шамиль Шарифьянович
Хамадинуров Шамиль Шарифьянович (баш. Хәмәҙинуров Шамил Шәрифйән улы; 2 сентября 1950, Иштыбаево, Мишкинский район, Башкирская АССР, РСФСР, СССР — 14 ноября 2014, Уфа, Башкортостан, Россия) — башкирский певец, артист Башкирской филармонии, народный артист РБ (2013).

## Биография
Шамиль Хамадинуров родился 2 сентября 1950 года в д. Иштыбаево Мишкинского района.
В 1978 году он начал работать артистом-вокалистом (солистом) в Башгосфилармонии. Инициатор и создатель эстрадной группы «Ихлас», которая быстро завоевала известность в Башкортостане и за её пределами.
Шамиль Шарифьянович исполнял песни на многих языках — башкирском, татарском, марийском, мордовском и чувашском.

## Награды и звания
- Заслуженный артист Башкирской АССР (1988)
- Народный артист Башкортостана (2013)